# Helge Schultz-Lorentzen
Helge Schultz-Lorentzen (* 23. Dezember 1926 in Kopenhagen; † 8. November 2001) war ein dänischer Lehrer und Museumsmitarbeiter.

## Leben
Helge Schultz-Lorentzen war der Sohn von Henning Schultz-Lorentzen (1901–1995) und Else Kristine Kunckel (1905–1983). Sein Großvater war Christian Wilhelm Schultz-Lorentzen (1873–1951). Er kam 1929 im Alter von zwei Jahren nach Grönland, wo sein Vater eine geistliche Karriere einschlug, so wie sein Großvater von 1898 bis 1912 dort tätig war. Er wuchs anfangs in Nuuk auf. 1931 zog die Familie nach Maniitsoq, bevor sie 1934 nach Nuuk zurückkehrten, wo sein Vater später Propst von Grönland wurde. Dadurch wuchs er mit Grönländisch als Muttersprache auf. Nach dem Schulabschluss besuchte er das Lehrerseminar in Frederiksberg, das er 1953 abschloss, und wurde anschließend Lehrer in Kopenhagen, bevor er im Folgejahr nach Grönland zurückkehrte. Dort wurde er zuerst Lehrer am Ilinniarfissuaq und der Realschule in Nuuk. Am 3. Januar 1958 heiratete er in Nuuk die Physiotherapeutin Lone Gad (* 1938), Tochter des Oberarztes Ulf Gad (1908–1990) und seiner Frau Aase Tryde. 1958 wurde er Leiter der Efterskole in Aasiaat und 1961 Schulinspektor in Qaqortoq. Von 1966 bis 1967 war er kurzzeitig Schulberater des Grønlandsministeriet.
1982 wurde er pensioniert und ließ sich in Dänemark nieder. Im selben Jahr wurde er jedoch damit beauftragt, das Grönlandsekretariat des Dänischen Nationalmuseums aufzubauen, wo er die Aufgabe bekam, grönländische Museumsgegenstände an das Grönländische Landesmuseum zu überführen und die Zusammenarbeit zwischen dänischen und grönländischen Museen zu fördern. Zwischen 1985 und 1998 waren bereits rund 27.000 Gegenstände überführt worden. Von 1990 bis 2000 war er Vorsitzender von Det Grønlandske Selskab, wo er seit 1983 im Aufsichtsrat gesessen hatte. Dazu saß er auch seit 1987 im Aufsichtsrat vom Arktisk Institut und seit 1983 in dem der Foreningen Grønlandske Børn. 1990 wurde er zudem Mitglied des Geschäftsausschusses von Den Grønlandske Kirkesag. Er war der Verfasser mehrerer Bücher, unter anderem veröffentlichte er 1993 das Buch Julianes-Haab. Qaqortoq’s bebyggelseshistorie 1775–1950, die Stadtgeschichte von Qaqortoq. Außerdem schrieb er Artikel in Zeitschriften und Zeitungen. Für seine Verdienste wurde er 1982 zum Ritter des Dannebrogordens ernannt und am 14. November 1997 nach seiner endgültigen Pensionierung mit dem Nersornaat in Silber ausgezeichnet. Er starb vier Jahre später im Alter von 74 Jahren.

## Veröffentlichungen (Bücher)
- 1963: mit Adolf Schwærter: Dansk i aftenskolen (3 Bände)
- 1993: mit Søren Vadstrup: Julianes-Haab. Qaqortoq’s bebyggelseshistorie 1775–1950
  - 1993: Julianes-Haab. Qaqortumi illuliat oqaluttuassartaat 1775–1950 (grönländische Übersetzung)